# ماريا خوسيه فارغاس (دراجة)
ماريا خوسيه فارغاس (بالإسبانية: Maria Jose Vargas)‏ هي دراجة كوستاريكية، ولدت في 15 فبراير 1996.

## وصلات خارجية
- ماريا خوسيه فارغاس على موقع الاتحاد الدولي للدراجات (الإنجليزية)
- ماريا خوسيه فارغاس على موقع أرشيف الدراجات (الإنجليزية)
- ماريا خوسيه فارغاس على موقع إحصائيات الدراجات الإحترافية (الإنجليزية)
- ماريا خوسيه فارغاس على موقع نسبة الدراجات (الإنجليزية)
- ماريا خوسيه فارغاس على موقع أوليمبيديا (الإنجليزية)